# Senotainia arenicola
Senotainia arenicola är en tvåvingeart som beskrevs av Henry J. Reinhard 1963. Senotainia arenicola ingår i släktet Senotainia och familjen köttflugor.
Artens utbredningsområde är Kansas. Inga underarter finns listade i Catalogue of Life.